# 崔德锡
崔德锡（1915年—），山东淄博人，中华人民共和国政治人物。
1951年2月，被选为出席山东省工农兵劳动模范代表大会代表，担任淄博洪山煤矿山三井“五四”采煤队班长。1954年，当选第一届全国人民代表大会代表。